# 尼翁瓦 (密蘇里州)
尼翁瓦（英語：Neongwah）是位於美國密蘇里州康登縣的非建制地區。

## 歷史
尼翁瓦的郵局於1927年設立，其後於1933年停運。

## 地理
尼翁瓦所處的海拔為高於海平面291米（即955英呎），而該地所採用的時區為UTC-6，即北美中部時區（CST）。同時該地設有夏令時間，為UTC-6調快一小時，即UTC-5（CDT）。